# Cserkút
Cserkút is een plaats (község) en gemeente in het Hongaarse comitaat Baranya. Cserkút telt 430 inwoners (2001).